# 宜蘭磚窯
宜蘭磚窯為早期宜蘭縣目仔窯之代表作，磚造拱頂，地面為磚面。2002年12月27日公告為縣定古蹟。

## 引用資料
1. ↑  . 文化部文化資產局. （原始内容存档于2019-01-22）.